# 奄美大島

旅客機から見た日没時の奄美大島

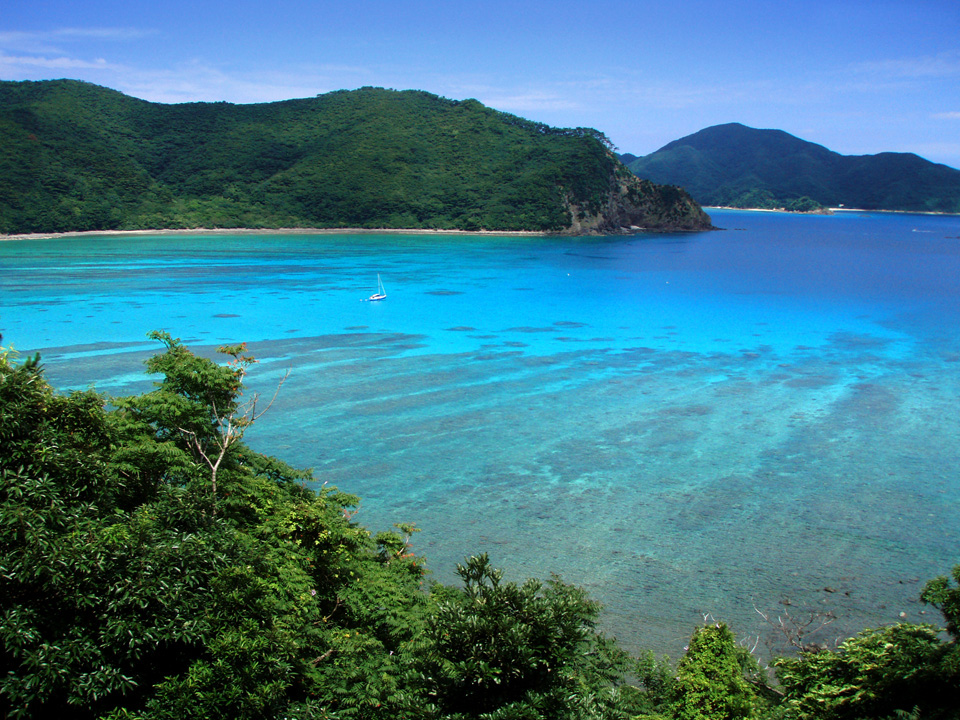
マネン崎展望所から望む大島海峡(瀬戸内町)

奄美大島（あまみおおしま）は、九州南方海上、鹿児島市と沖縄本島のほぼ中間に位置する鹿児島県奄美群島の主要な島。他の島と混同されない場合には単に大島（おおしま、奄美方言でうーしま）ともいう。また、奄美群島内の他の島々との対比で大島本島と表現される場合もある。本土四島と陸路で繋がれていない離島としては沖縄本島に次いで人口が多い。

## 概要
ウミガメが産卵に訪れる砂浜、アマミブルーとも称される透明度の高い青い海や、太古の森のようなイメージの原生林が広がっており、大島海峡沿岸、ホノホシ海岸などの周辺海域や湯湾岳などの山地は奄美群島国立公園の一部となっている。特に南部の自然は豊かで、希少な生物も多種見られる他、養殖クロマグロの出荷日本一の瀬戸内町では、本マグロや、リュウキュウイノシシの料理なども賞味できる。2021年7月26日に動植物の多様性が認められ徳之島、沖縄島北部及び西表島と共に国内5件目の世界自然遺産として登録が決定された。

## 地理
面積712.35 km2 であり、東京都23区部や琵琶湖の面積よりも広く、本州など本土4島を除くと佐渡島に次ぎ日本で面積5位の島である（大きい順に、択捉島-国後島-沖縄本島-佐渡島-奄美大島）。北東端の笠利崎から南部の町古仁屋まで、幹線道路での距離は80kmほどで車で2時間以上かかる。奄美大島の海岸は、海水が青く透明度の高いうえにサーフィンに適した波があるため、手広海岸をはじめ、サーファー達に人気がある。

### 山
標高400m以上かつ国土地理院2.5万分の１図に名前表記あるもののみ
湯湾岳694.4m、小川岳（おごだけ）528.1m、金川岳（かねんごだけ）528.0m、タカバチ山485.2m、油井岳482.6m、滝ノ鼻山482m、鳥ヶ峰467.5m、松長山455m、ヤクガチョボシ岳440.5m、冠岳434.7m、キヤンマ山414.8m、高知山411m、戸倉山410.9m

### 小島・岩礁
浜辺・海礁上の小岩、無名の岩を除く。
- 立神島 - 瀬戸内町西古見沖。準水没陸繋島（浅瀬）。西古見三連立神がある。

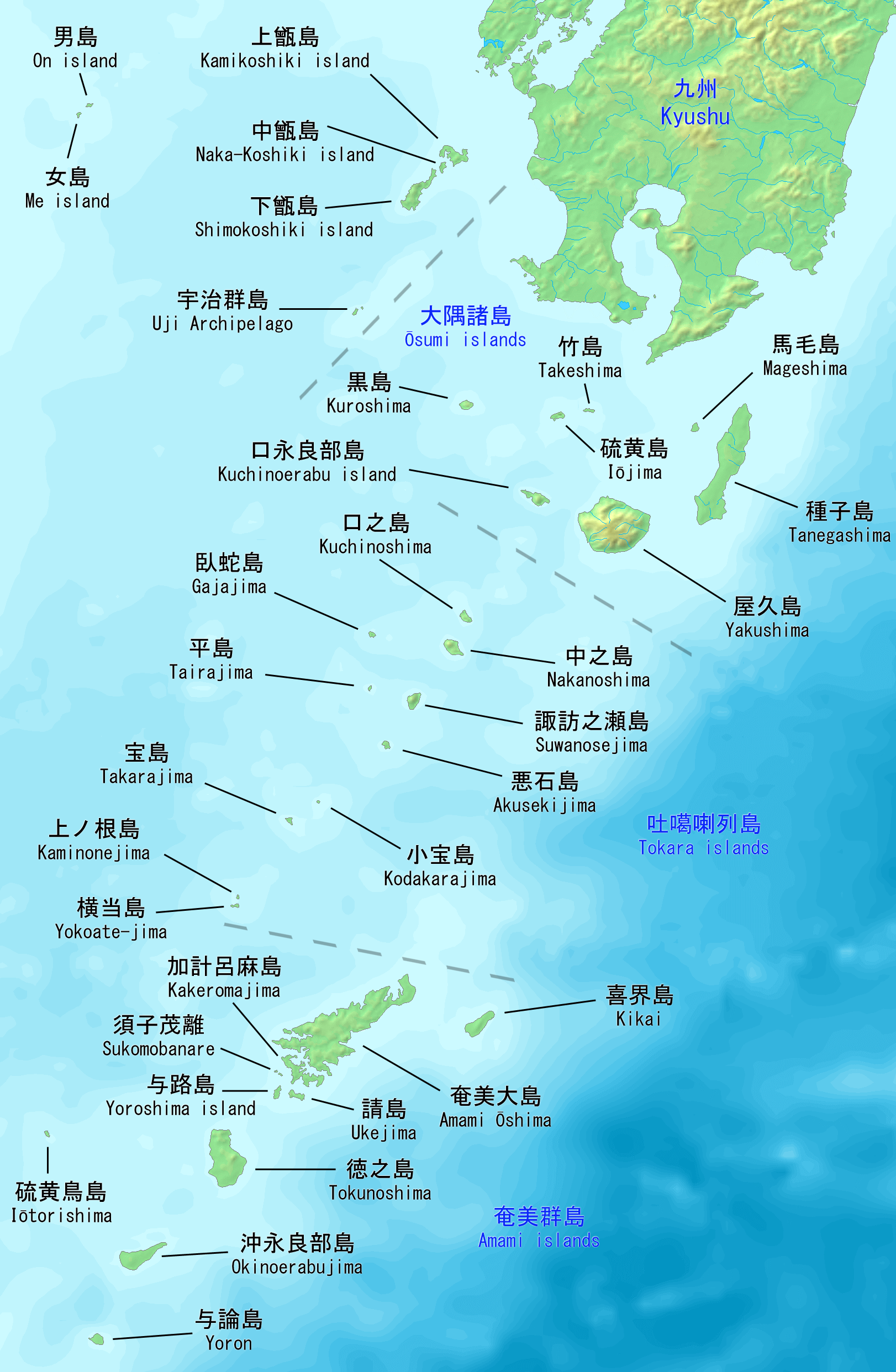
奄美群島（横当島付近に記された点線以南)
薩南諸島南部）

- 油井小島 - 瀬戸内町油井沖。
- 崎原島 - 瀬戸内町伊須沖。
- 須子茂離 - 瀬戸内町須子茂沖。
- トビラ島 - 奄美市住用町大字市沖。
- 立神 - 奄美市名瀬大字朝仁沖。
- 立神 - 大和村今里沖。

## 気候
年間の日照時間が日本一短く、特に冬場は曇りがちでカンヒザクラが咲く1月-2月頃は小雨の日が続く。1901年2月12日には降雪が記録されており、2016年1月24日にも、115年ぶりに降雪が記録された。
台風の通過が多く、毎年のように崖崩れや農作物などへの被害が発生するほか、2010年10月には記録的な豪雨が島を襲い3名が死亡した（平成22年10月18日から21日にかけての奄美地方の大雨）。

## 自然

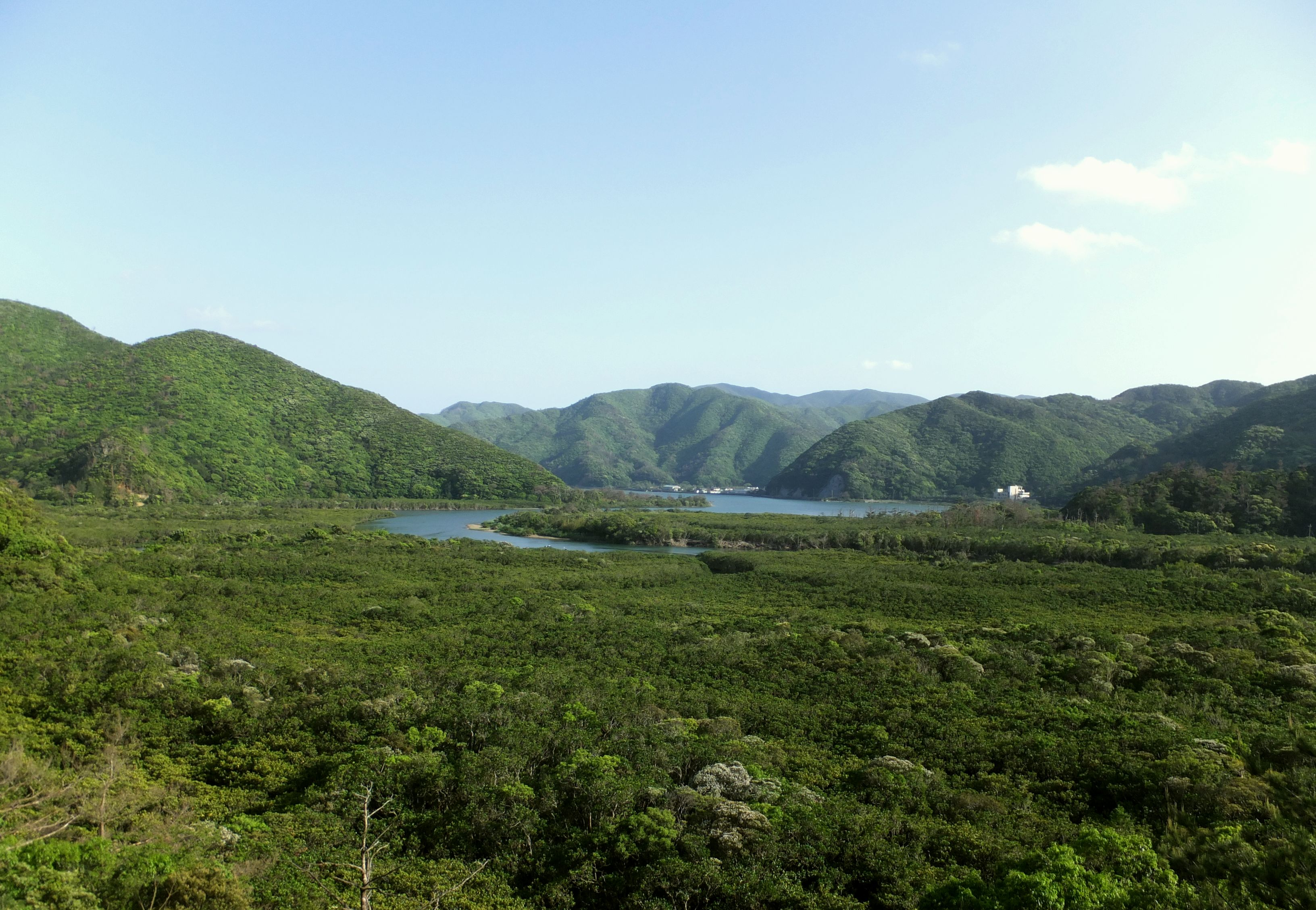
住用地区マングローブ原生林

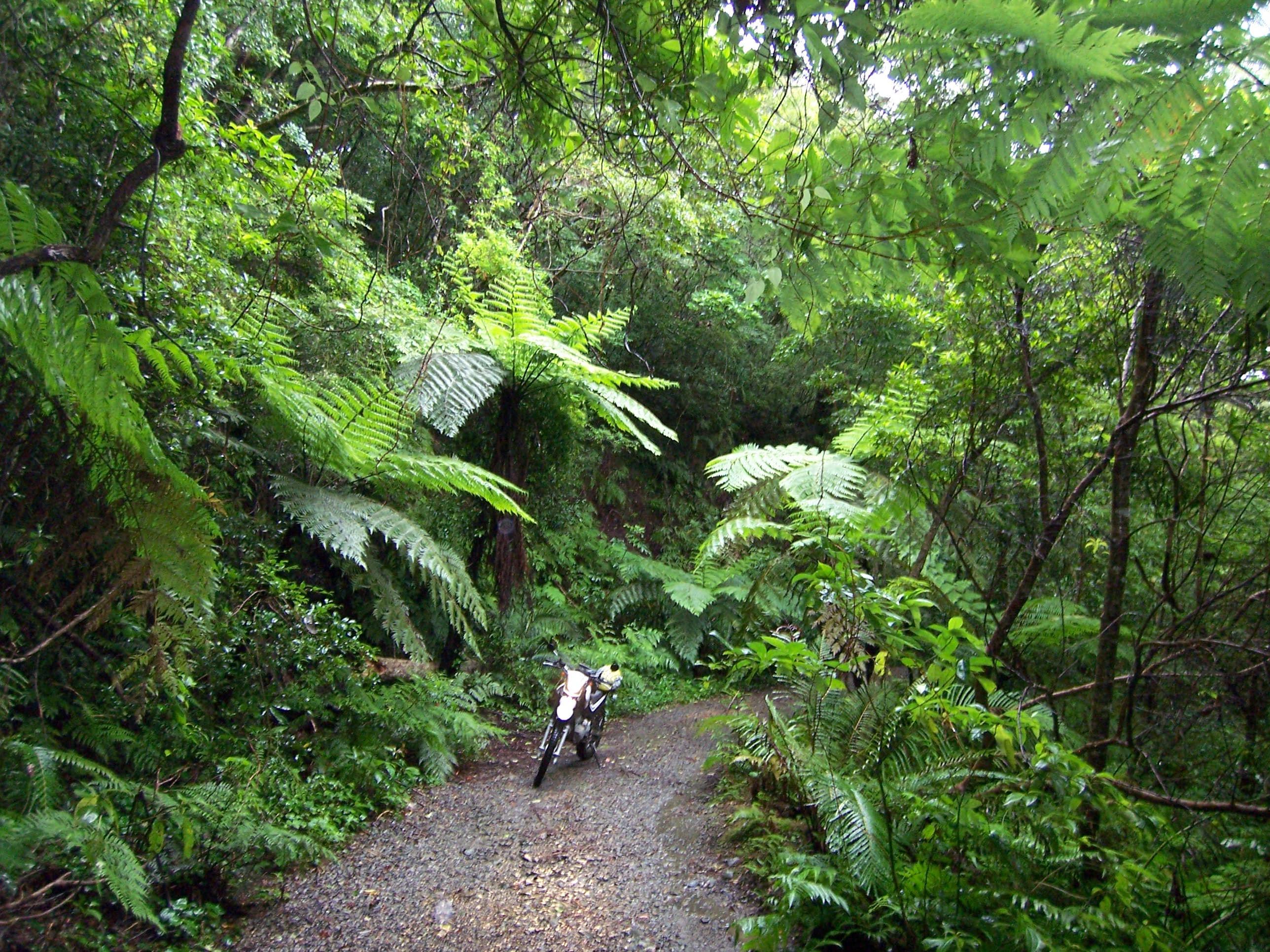
金作原原生林

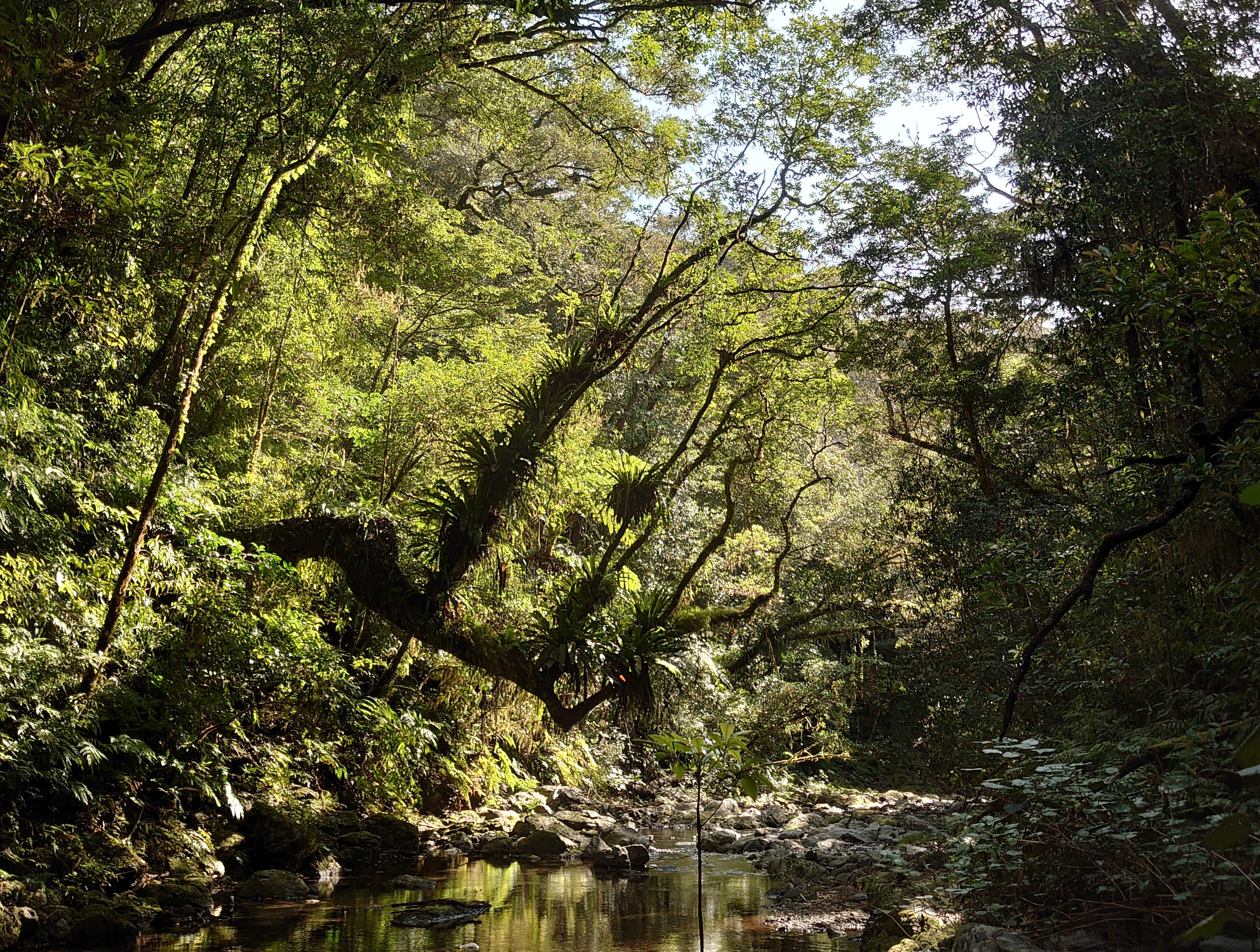
住用神屋の渓谷

### 植物相
島の大部分を占める山地には、スダジイが優占する亜熱帯照葉樹林が広がり、ごく一部原生林もある。高さ10ｍ以上にもなる木生シダのヒカゲヘゴは、低地の沢筋から、霧のかかることの多い山地では日向でも生育しており、巨大な葉のクワズイモとともに、南の島らしい景観を作っている。林道沿いには、アマシバ、サクラツツジ、イジュ、クチナシ、コンロンカ、ノボタン、ハシカンボク、サキシマフヨウ、ヤマヒヨドリ、ツワブキの花や、シマウリカエデやイヌビワの黄葉、ハゼノキの紅葉が目立つ。標高600ｍ付近以上は雲霧林となり、樹幹や枝がコケやシダなど着生植物で覆われる。森の中を流れる川の上・中流には、ヒメタムラソウ、サイゴクホングウシダ、アマミクサアジサイ、アマミサンショウソウ、アマミアワゴケ、アマミカタバミ、コケタンポポ、アマミデンダなどの渓流植物が生育する。低地には、ガジュマル、アコウ、ビロウが生育し、海岸付近の森にはオオハマボウ、オオバギ、アカテツ、ハマビワなどにくわえ、特にソテツやイトバショウが過去には植栽されたこともあり群落をなす場所もある。砂浜には、アダン、クサトベラ、モンパノキなどの木や、キダチハマグルマ、ハマユウ、シマアザミ、グンバイヒルガオなどの草本が目立つが、現在は南西諸島の他の島々同様、かつて防砂防潮のため植林された外来種のモクマオウが逸出し広範囲に広がっている。ほかにも農地周辺や沿道にはギンネムやセンダングサ類、アメリカハマグルマ、ムラサキカッコウアザミなど、水辺にはセイヨウミズユキノシタやボタンウキクサなどの外来植物も蔓延している。奄美市住用町に、日本では西表島に次ぎ第2位の広さのマングローブ林（約71km2）があり、夏の夜に一夜限り咲いて散るサガリバナも見られる。

### 動物相

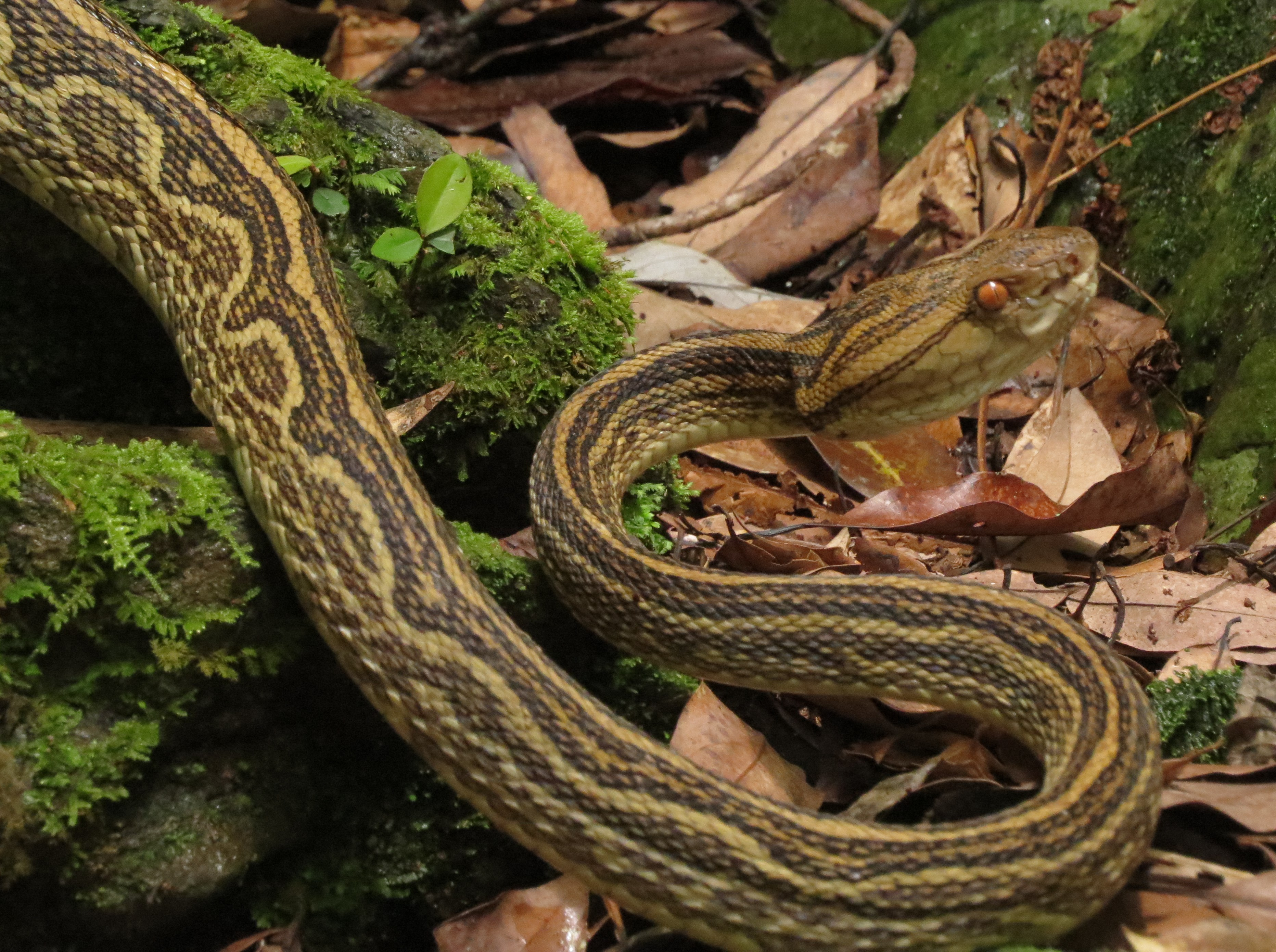
ハブ

森にはアマミノクロウサギ、リュウキュウイノシシ、アマミトゲネズミ、ケナガネズミ、リュウキュウテングコウモリ、ヤンバルホオヒゲコウモリ、オリイジネズミなどの固有の哺乳類が生息する。その一方、ノヤギ（野生化したヤギ）が増え、近年は島中央部の世界遺産地域にまで侵入してきた。またノネコによるケナガネズミやアマミトゲネズミなどの捕食被害も多く、これら外来種問題が課題となっている。なお、1980年代以降、在来小動物の脅威となっていた外来種フイリマングースは2018年でほぼ根絶され、2024年9月には絶滅宣言が出されるに至り、一時期減っていた在来種が次第に回復してきた。しかし、回復に伴い、アマミノクロウサギとケナガネズミの交通事故死（ロードキル）や、アマミノクロウサギによる農業被害も増加しており、その対策が課題となっている。
哺乳類以外には、ミミズを主食とするオオトラツグミ、アマミヤマシギ、リュウキュウアオヘビ、アマミタカチホヘビといった奄美の、あるいは中琉球の固有種が生息する。ハブは大きな個体は2.4ｍを超える大型の毒蛇で、森の生態系の頂点捕食者である。浜辺から湯湾岳山頂まであらゆる場所で遭遇する可能性があるが、夜間に林道で見かける確率はアマミノクロウサギやケナガネズミを見るよりもずっと低い。また、夏鳥としてリュウキュウアカショウビンやリュウキュウサンコウチョウが、秋から翌年春まではサシバが冬鳥として渡ってくる。渓流ではアマミイシカワガエル、アマミハナサキガエル、キバラヨシノボリ、サカモトサワガニ、リュウキュウハグロトンボ、オオハシリグモといった奄美のあるいは中琉球の固有種が生息する。
しかし他方で、かつての池や湿地、それに代わる水田などの水辺環境が、埋立や昭和時代の減反政策などによりほとんどなくなってしまった結果、シリケンイモリやヒメアマガエル、リュウキュウカジカガエル、オオウナギなど一部の種を除き、ミナミメダカ、タウナギ、シノビドジョウ、ガムシ、タイコウチなどの止水環境に棲む水生生物が絶滅に瀕している。ハネナガチョウトンボ、リュウキュウヒメミズスマシ、ヒメフチトリゲンゴロウ、フチトリゲンゴロウは法令により採集が禁じられているが、それ以上に農薬汚染のない良好な生息地の確保が課題となっている。
奄美大島や徳之島は元々ユーラシア大陸の揚子江プレートの一部であったが沖縄プレートと共に南東へ移動した結果、大陸と切り離され、島に生き残り、あるいは島で独自に進化した固有種や亜種が多く生息していることが評価され、徳之島、西表島、沖縄本島北部と共に世界自然遺産に選定された。
特別天然記念物（国指定）
- アマミノクロウサギ

天然記念物（国指定）
- ルリカケス（鹿児島県鳥）
- オーストンオオアカゲラ（絶滅危惧IB類）
- オオトラツグミ（絶滅危惧II類）
- アカヒゲ（絶滅危惧II類）
- カラスバト（準絶滅危惧）
- オカヤドカリ（準絶滅危惧）
- アマミトゲネズミ（絶滅危惧IB類）
- ケナガネズミ（絶滅危惧IB類）
- ジュゴン（絶滅危惧IA類） - 激減以前は、本島周辺が通常分布の世界最北端であったとされる。2002年から2003年にかけて笠利湾で連続した目撃例がある[14]。

以上の天然記念物は地域を定めず指定されている。
- 大和浜のオキナワウラジロガシ林（大和村大和浜）

鹿児島県指定天然記念物
- イボイモリ（絶滅危惧I類）
- イシカワガエル（絶滅危惧I類） - イシカワガエルとして指定。2011年にイシカワガエルの奄美大島個体群はアマミイシカワガエルとして新種記載。
- オットンガエル（絶滅危惧I類）
- アマミハナサキガエル（絶滅危惧II類）

ホエールウォッチング
近年ザトウクジラの回復が進んだことで、海岸から潮吹きが見えることもあり、本種を中心としたホエールウォッチングの沖縄諸島に次ぐ、基地としての可能性が注目され始めている。専用の観光協会やネットワークも結成され、商業的展開と環境保護の両立が模索されている。ニタリクジラやマッコウクジラ、オキゴンドウ、ハシナガイルカやマダライルカなども島の湾内や周辺で確認されている。捕鯨時代には、シロナガスクジラやナガスクジラなども大島海峡に現れていた。
絶滅危惧種
- セミクジラ - 東シナ海における本種の近代（1901年〜）における確認はすべてが南側の須子茂離を含む本島周辺で発生しており、繁殖海域が未だ不明な本種の生態を解明する手がかりになるのではと注目されている。
- ミナミハンドウイルカ - 本島の大島海峡で発見されたことにより、国内では初の確認となった。
- オサガメ（絶滅危惧種-水産庁RDB）[17] - 2002年に奄美大島瀬戸内町の嘉徳海岸で、日本で唯一、本種の産卵行動が確認されている[18]。

### 自然保護
2017年、それまでの奄美群島国定公園より陸域部分を大幅に拡充して奄美群島国立公園が設定された。ビジターセンターとして奄美野生生物保護センターが大和村にある。2021年には国立公園の特別保護地区と第一種特別地域の大部分が世界遺産に登録され、奄美大島世界遺産センターが2022年に開設した。
しかし国立公園の特別保護地区や第一種特別地域として伐採が禁止されている地域は林野面積の17％程度に過ぎず、大部分の地域では今後の社会的状況の変化によっては再び皆伐される可能性がある。さらに、生物多様性に悪影響を与えている可能性が高い間伐は理論的には特別保護地区以外ではどこでも可能であり、実際、複層林改良事業等によりスカスカの森となっている地域が広がっている。また上述のように水辺環境、特に止水環境の減少による水域の生物多様性の悪化も課題である。

## 文化

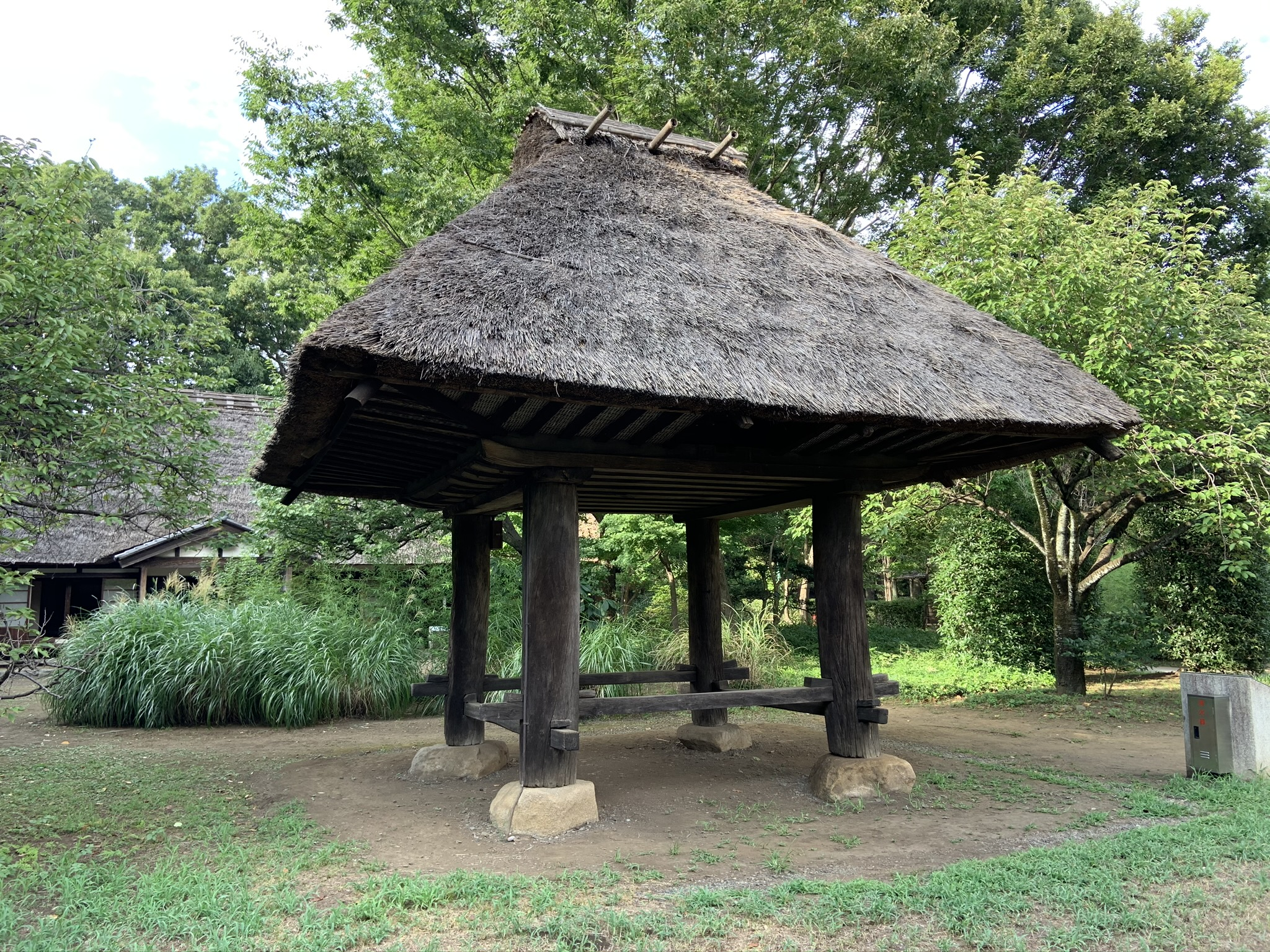
奄美大島独特の形状の高倉（高床倉庫）この建物は江戸時代に建てられたものであるが、宇検村から展示用に移築され、小金井市の江戸東京たてもの園に現存する。

奄美大島を含む奄美群島は、大東諸島を除く沖縄県と共に琉球文化圏を構成する。奄美語は琉球語の一部であり、基本的語彙や表現などの共通点も多い。日本語話者との意思疎通が困難なため、これらは国際的には独立した言語とみなされることが多いが、同系の語彙、祖語と標準語を持つ事などから、日本語の方言とする研究者もいる。なおかつ奄美群島、とりわけ奄美大島の文化は沖縄県よりも九州以北に近い部分も少なからずあり、中間的である。独自の文化を基層に、時代により九州以北や沖縄本島以南、また中国大陸や東南アジア方面などの影響も受けてきた。島を代表する生産品である黒砂糖や大島紬、黒豚は中国大陸方面から伝えられ、焼酎（奄美黒糖焼酎）やチヂン（日本では奄美群島など極限られた土地だけに残るクサビ締め太鼓）、高倉（高床倉庫）は東南アジア方面から伝えられたとも言われる。
また、1185年の壇ノ浦の戦いで敗れ落ち延びてきた平家の落人たちにより、本土の文化が伝えられ、幾つかの城砦やグスク)が築かれたとの伝承も残り、平家ゆかりの有盛神社、行盛神社がある他、南隣の加計呂麻島では平資盛を祀る大屯神社に重要無形民俗文化財指定の諸鈍芝居（諸鈍シバヤ）が伝えられている。

### 伝統的民謡
大島での稲作は既に神事専用程度にまで縮小しているが、稲の収穫を祝う八月踊は依然各集落で夏(旧盆頃)に行われており、チヂンという太鼓を打ちながら民謡を歌い踊られる。集落(シマ)ごとに異なる民謡はシマ唄と呼ばれ、唄を多く知り奄美方言で即興的に歌うことにも熟達した歌い手を唄者と呼ぶ。沖縄民謡と同じく三線が使われるが、弦やバチ、調音が沖縄とは異なり、より高く、装飾音を多く使った演奏が行なわれ、奄美大島では三味線(しゃみせん)や蛇皮線（じゃみせん）と呼ばれることが多く、また、琉球音階ではなく九州以北の民謡と同じ民謡音階(ヨナ抜き音階)が使われている。八月踊り唄や神事のための神唄ではない、日常の娯楽としてのシマ唄(なぐさみ唄)は、三線の伴奏で、屋内で歌われ、即興で叙事、叙情の歌詞が付けられ、文字化されない、昔の出来事も口伝で伝えられてきた。他に労働歌としてのシマ唄もある。名瀬の繁華街などにはシマ唄を聞きながら奄美料理が食べられる飲食店も複数ある。

### 伝統的船舶
奄美の伝統的な船舶には板付き舟（イタツケ）と呼ばれる構造船がある。のちに沖縄本島式のサバニと、奄美の板付き舟の折衷形であるアイノコが考案された。

### 飲食
地場の海産物、野菜、黒豚、鶏肉、ヤギ肉、素麺などに粒味噌、蘇鉄味噌、甘みのある醤油、酢味噌、黒砂糖などを多用した味付けを施した奄美料理が郷土料理として食べられている。奄美黒糖焼酎、乳酸菌発酵食品のミキなどの独特の飲み物も愛用されている。西郷隆盛が島流しされた時に出会った愛加那と付き合ったその名前の煎餅がある

## 宗教
島内には各集落ごとに複数の神社が見られるが、仏教寺院は極少ない。ただし神社のほとんどは、江戸時代（薩摩藩政時代）頃に琉球神道の御嶽から移行し設立された比較的新しいもので、高千穂神社などでは薩摩と共通する六月灯行事が行われる。
ほかに、島北部を中心にカトリック教会が多く見られ、明治以降に設立されている。1892年（明治25年）3月よりフランス人神父によって奄美大島でのカトリック宣教が開始された。人口に対するカトリック信者の割合が、国内でも信者の多いとされる長崎県以上と言われる。列聖調査中のドミンゴス中村長八神父という海外に渡った初邦人宣教師が1923年（大正12年）にブラジルに移住する前に奄美大島での布教を担当し、活躍した。しかし1933年（昭和8年）、軍部は国防青年団や在郷軍人会などの組織を動員してカトリック排撃運動を展開し、翌年12月全宣教師が奄美退去を余儀なくされるという苦難を味わった（奄美カトリック迫害）。
現在の多くの墓形式は本土と同じであり、沖縄県の亀甲墓は見られない。ただし「城間トフル墓群」(笠利)に代表されるトフルやムヤと呼ばれる亀甲墓の前時代形式の墓所が存在する（風葬など南西諸島の墓制の北限と言われる）。これは隆起サンゴ礁が形成する崖に横穴を掘り、風葬したり厨子甕などに遺骨を入れて保管するものである。隆起した砂丘に十数基の横穴墓があり、400年以上前に構築されて以来そのすべてがほぼ完全な形で残り、うち9基が現役の墓として使われている。公的行事を取り仕切るノロは存在しなくなったが、巫や巫女と比較されるユタによる民俗信仰は残存している。

## 行政
鹿児島県に属し、以下の市町村からなる。
- 奄美市
- 龍郷町
- 大和村
- 宇検村
- 瀬戸内町の一部

奄美市以外の町村は全て大島郡に属する。

奄美大島の5市町村

鹿児島県の出先機関として大島支庁が奄美市名瀬にある。また、南西諸島の防衛強化の観点から、2019年3月に陸上自衛隊の奄美駐屯地（奄美市）とその瀬戸内分屯地（瀬戸内町）が設置された。

### 都市圏
金本良嗣・徳岡一幸によって提案された都市圏。細かい定義等は都市雇用圏に則する。一般的な都市圏の定義については都市圏を参照のこと。
| 自治体 1980年 (昭和55年) | 1980年 (昭和55年)    | 1990年 (平成2年)     | 2000年 (平成12年)    | 2010年 (平成22年)    | 2015年 (平成27年)    | 自治体 (現在) |
| ------------------------ | -------------------- | -------------------- | -------------------- | -------------------- | -------------------- | ------------- |
| 住用村                   | -                    | -                    | 名瀬都市圏 5万9676人 | 奄美都市圏 5万3964人 | 奄美都市圏 5万0492人 | 奄美市        |
| 笠利町                   | -                    | -                    | 名瀬都市圏 5万9676人 | 奄美都市圏 5万3964人 | 奄美都市圏 5万0492人 | 奄美市        |
| 名瀬市                   | 名瀬都市圏 4万9021人 | 名瀬都市圏 5万4524人 | 名瀬都市圏 5万9676人 | 奄美都市圏 5万3964人 | 奄美都市圏 5万0492人 | 奄美市        |
| 龍郷町                   | -                    | 名瀬都市圏 5万4524人 | 名瀬都市圏 5万9676人 | 奄美都市圏 5万3964人 | 奄美都市圏 5万0492人 | 龍郷町        |
| 大和村                   | -                    | 名瀬都市圏 5万4524人 | 名瀬都市圏 5万9676人 | 奄美都市圏 5万3964人 | 奄美都市圏 5万0492人 | 大和村        |
| 宇検村                   | -                    | -                    | -                    | -                    | -                    | 宇検村        |
| 瀬戸内町                 | -                    | -                    | -                    | -                    | -                    | 瀬戸内町      |

※10%通勤圏に入っていない自治体は、各統計年の欄で灰色かつ「-」で示す。
- 2006年（平成18年）3月20日 - 名瀬市、笠利町、住用村が合併し、奄美市が発足。

## 産業

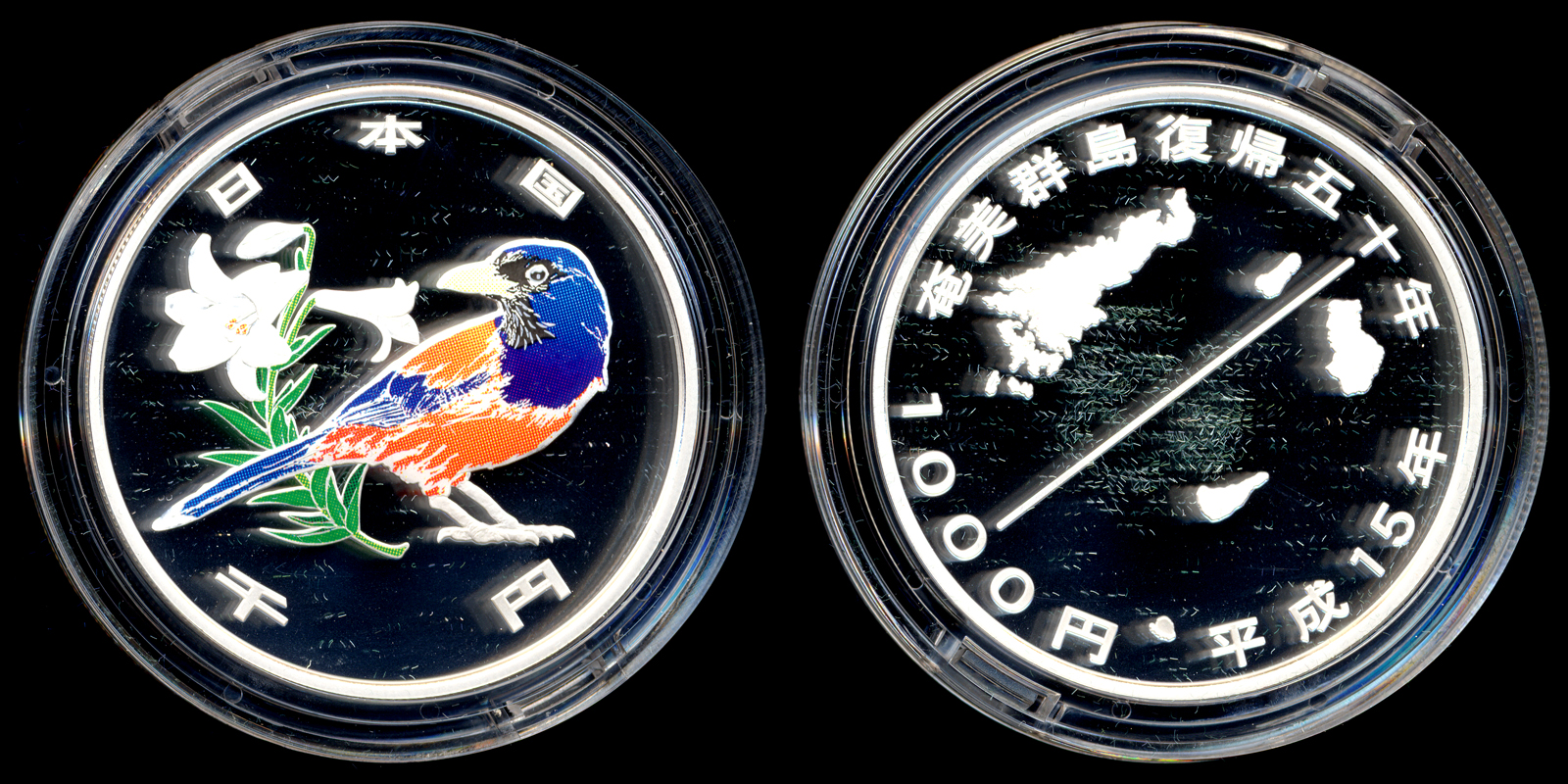
奄美群島復帰50周年記念硬貨（ルリカケスとテッポウユリ）

各産業別で売り上げ額が大きいのは、毎年台風の被害などで需要が絶えない土木工事業や建設業である。
農業はサトウキビ、サツマイモの生産が主で、タンカン、ポンカン、スモモ、パッションフルーツ、マンゴードラゴンフルーツなどの果実栽培も盛んである。コメは二期作が可能であるが、減反政策による経済作物への転換によって、神事用を除き、ほとんど稲作は行われていない。
漁業はクロマグロ、カンパチ、真珠、クルマエビ、タイ、モズク等の養殖が行われている。南部の瀬戸内町(大島海峡)には世界で初めて（2002年に和歌山県の紀伊大島にて）クロマグロの完全養殖に成功した近畿大学の水産研究所の実験場があり、同研究所で養殖されたクロマグロは近大マグロと呼ばれている。和歌山県で養殖するよりも早く成長するため他の企業による養殖も合わせて、養殖クロマグロの出荷額は瀬戸内町が日本一となっている。
製造業は、小規模な工場がほとんどであるが、笠利町にはサトウキビから粗糖を製造する富国製糖がある。
奄美群島（熊本国税局大島税務署の管轄区域）でしか製造が認められていない奄美黒糖焼酎が特産品として製造されている。伝統工芸の本場奄美大島紬は和服用の生地として極めて評価が高いが、和服を着る習慣の衰退のほか、島内業者による韓国等での生産指導・奨励もあって、韓国産や中国産の輸入紬に押され気味であり、一時期は業界で300億円以上もあった売り上げが、いまでは1/30以下まで落ち込んでいる。
観光業としては、奄美パーク、田中一村美術館の他、中部の山岳地帯にある金作原原生林のトレッキング、南部の奄美市住用町のマングローブ林のカヌー観光、同じく南部の瀬戸内町の珊瑚礁などが有名である。瀬戸内町内の大島海峡ではシーカヤックも盛んであり、毎年夏には奄美シーカヤックマラソンin加計呂麻が開催されている。奄美市笠利町などではモーターパラグライダーによる観光も行われており、スタンドアップパドルボードが楽しめる場所もある。
大島に本店を置く金融機関として、奄美大島信用金庫、奄美信用組合の2つがある。

## 電力
3つの火力発電所（龍郷・名瀬・古仁屋）と2つの水力発電所（新住用川・名音川）、計5つの発電所があり、島内に電気を独自供給している。

## 交通

### 空路
奄美空港 - 奄美市（元笠利町）
日本航空（JAL）が発着便のほとんどを占めるが、スカイマーク（SKY）とPeach Aviation（APJ）も本空港との発着便を運航している。なおスカイマークは鹿児島空港との路線のみを運航しているが、鹿児島で羽田空港・中部国際空港・神戸空港への運航便と接続する。

### 航路
名瀬港（名瀬新港・旧港） - 奄美市

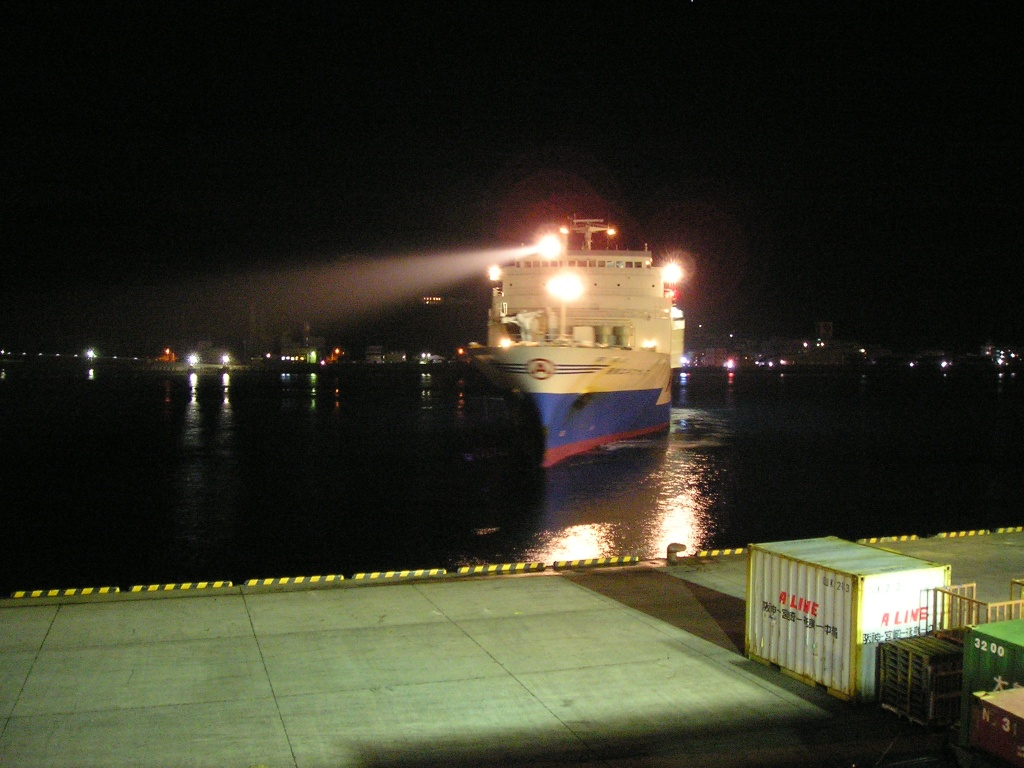
未明の名瀬港に入港する「琉球エキスプレス」（マルエーフェリー）

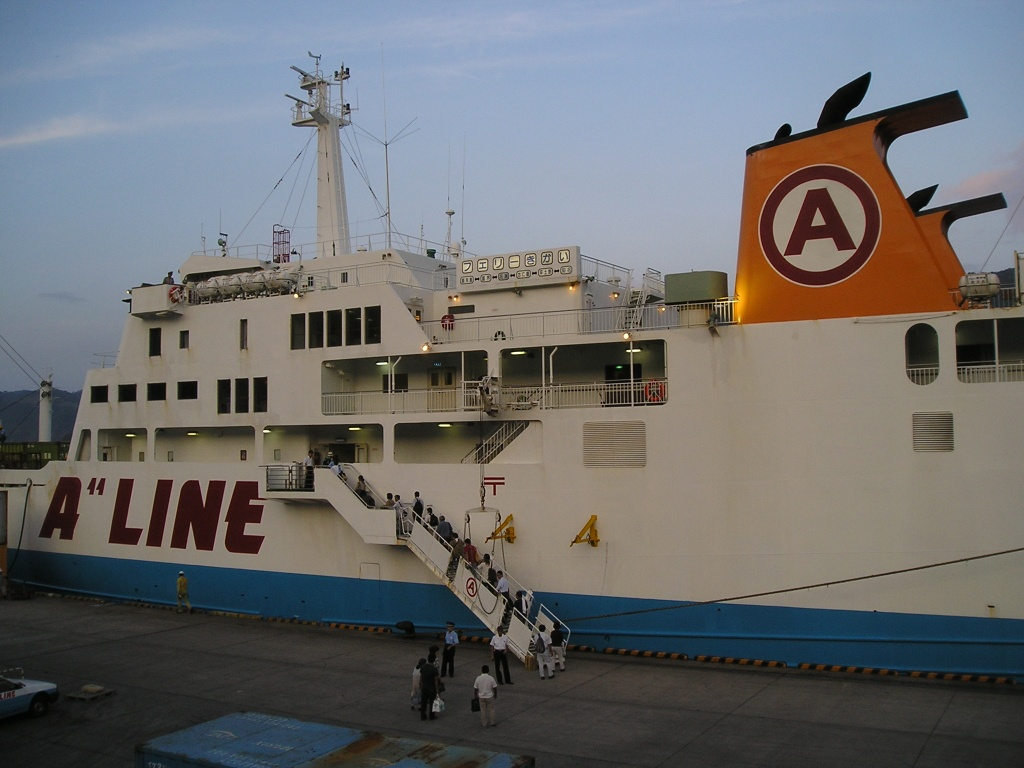
「フェリーきかい」（奄美海運）乗船風景（名瀬港）

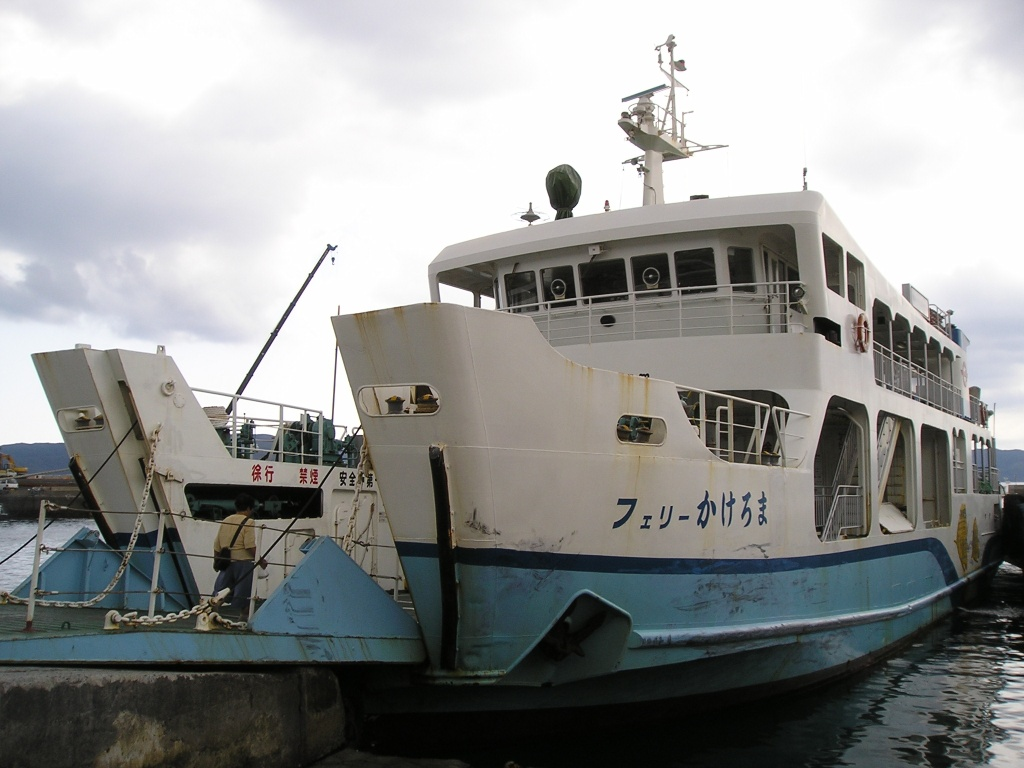
南部の古仁屋港と加計呂麻島を結ぶ「フェリーかけろま」

- マリックスライン・マルエーフェリー（2社交互で毎日運航）
  - 鹿児島港（新港） - 奄美大島（名瀬新港） - 徳之島（亀徳港） - 沖永良部島（和泊港） - 与論島（与論港） - 本部港 - 那覇港（那覇ふ頭）
- 奄美海運（マルエーフェリー系列）
  - 鹿児島港（本港北ふ頭） - 喜界島（湾港） - 奄美大島（名瀬新港） - 奄美大島（古仁屋港） - 徳之島（平土野港） - 沖永良部島（知名港）
- 十島村 - 「フェリーとしま2」
  - 鹿児島港（本港） - 口之島 - 中之島 - 平島 - 諏訪瀬島 - 悪石島 - 小宝島 - 宝島 - 奄美大島（名瀬新港）

古仁屋港 - 瀬戸内町
- 奄美海運（マルエーフェリー系列）
  - 鹿児島港（本港北ふ頭） - 喜界島（湾港） - 奄美大島（名瀬新港） - 奄美大島（古仁屋港） - 徳之島（平土野港） - 沖永良部島（知名港）
- 瀬戸内町 - 「フェリーかけろま」
  - 古仁屋港 - 加計呂麻島（瀬相・生間）
- 瀬戸内町 - 「せとなみ」
  - 古仁屋港 - 請島（請阿室・池地） - 与路島

### 廃止された航路
- マルエーフェリー
  - 東京港（有明埠頭） - 志布志港 - 奄美大島（名瀬新港） - 那覇港（新港ふ頭）
  - 神戸港（六甲船客ターミナル） - 大阪港（南港） - 奄美大島（名瀬新港） - 徳之島（亀徳港） - 沖永良部島（和泊港） - 与論島（与論港） - 那覇港（新港ふ頭）
※奄美群島内の寄港地には寄港しないことがあった。
東京航路は2014年、阪神航路は2017年を以て旅客取扱い終了（RO-RO船転換、東京航路は奄美寄港も併せて休止）。

### バス路線
一般路線バス
- しまバス（旧道の島交通）
- 南部交通（旧瀬戸内海浜バス）

コミュニティバス
- 大和村直行バス（大和村が大島タクシーに委託し運行）

### 道路
一般国道
- 国道58号

主要地方道
- 鹿児島県道79号名瀬瀬戸内線
- 鹿児島県道81号名瀬竜郷線
- 鹿児島県道82号竜郷奄美空港線

道の駅
- 道の駅奄美大島住用

トンネル
括弧内は供用開始年と延長（1000m以上のもののみ）
網野子トンネル（2015年、4243m）、新和瀬トンネル（2001年、2435m）、宮古崎トンネル（2022年、2316m）、三太郎トンネル（1989年、2017m）、和光トンネル（2005年、1822m）、朝戸トンネル（1993年、1725m）、長瀬トンネル（2006年、1432m）、　おがみ山トンネル（2029年予定　1225m）、毛陣トンネル（1998年、1212m）、役勝トンネル（2007年、1133m）、勝浦トンネル（2010年、1122m）、地蔵トンネル（1995年、1065m）、本茶トンネル（1984年、1055m）

## 人物

### 出身者
- 西郷菊次郎
- 山下保博 - 建築家
- 勝光徳 - 俳優
- 竹隆光 - 空手家
- 緑健児 - 空手家
- 元ちとせ - 歌手、唄者
- 里歩寿 - 唄者、歌手
- 我那覇美奈 - 歌手
- 中孝介 - 歌手
- 沙人 - 俳優
- 谷村好一
- 城南海 - 歌手
- カサリンチュ - 歌手
- きだみのる - 小説家
- 竹下玲奈 - ファッションモデル
- 里アンナ - 唄者、歌手、ミュージカル俳優。
- RIKKI - 歌手、唄者
- 一三 - 俳優、タレント
- azusa (シンガーソングライター) - シンガーソングライター
- 大塚みな - アイドル
- 平田輝 - シンガーソングライター
- 西平せれな - シンガーソングライター、杜氏
- 久保陽子 - バイオリニスト
- 坪山豊 - 唄者、船大工
- 里山浩作 - 大相撲力士
- 若乃島史也 - 大相撲力士
- 慶天海孔晴 - 大相撲力士
- 大奄美元規 - 大相撲力士
- 明生力 - 大相撲力士
- 亀山努 - 野球選手
- 林下詩美 - 女子プロレスラー
- 栄和人 - 元アマチュアレスリング選手、アマチュアレスリング指導者、至学館大学教授
- 里綾実 - 女子プロ野球選手
- YANAGIMAN - 音楽プロデューサー、作曲家、編曲家、ベーシスト
- ReoNa - 歌手
- 藤井太洋 - 小説家

### 他地域からの移住者
- ハシケン - シンガーソングライター
- ドミンゴス中村長八神父 - 列聖調査中のカトリック司祭
- 村松健

### ゆかりの人物
- 国山ハセン - 母方のルーツが奄美群島[28]。
- 西郷隆盛
- 島尾敏雄
- 笑福亭竹三 - 落語家。両親の出身地。
- 砂守勝巳
- 田中一村
- 渡久地政信
- キムラ緑子 - 女優。母親が笠利町出身。
- 肥後克広 - タレント。母親の出身地。
- 山口智充 - タレント。母親の出身地。

## 奄美大島を舞台とする作品
映画
- ゴジラvsモスラ - 1992年公開の映画。探検シーンのロケ地
- 2つ目の窓 - 2014年公開の映画。

テレビドラマ
- ジャッジ 〜島の裁判官奮闘記〜 - 2007年放送のテレビドラマ。

音楽
- 島のブルース - 1963年に大ヒットした三沢あけみ & 和田弘とマヒナスターズの代表曲。作詞：吉川静夫、作曲：渡久地政信。
- 大島エレジー - タナカアツシが奄美大島あるあるを歌った昭和歌謡風のコミカルソング。

## ライブ
奄美大島で多くのミュージシャンがライブで来島している。
- 2006年7月2日　B'zが「LIVE-GYM 2006」で奄美文化センター（現:奄美川商ホール）でライブを行う。
- 2011年10月15日　元チェッカーズのボーカル藤井フミヤが大浜海浜公園野外ステージで行われた「Setting Sun Sound Festival〜in Amami〜」に出演した。
- 2015年5月19日　B'zが「LIVE-GYM 2015 -EPIC NIGHT-」で奄美文化センター（現:奄美川商ホール）で2度目のライブを行った。
- 2024年3月8日　Mr.Childrenが「miss you tour~追加公演~」にて奄美川商ホールでライブを行った。